# Päärholma
Päärholma är en ö i Finland. Den ligger i Skärgårdshavet och i kommunen Gustavs i den ekonomiska regionen  Nystadsregionen i landskapet Egentliga Finland, i den sydvästra delen av landet. Ön ligger omkring 49 kilometer väster om Åbo och omkring 200 kilometer väster om Helsingfors.
Öns area är 20,6 hektar och dess största längd är 0,7 kilometer i öst-västlig riktning. Ön höjer sig omkring 20 meter över havsytan.